# Blank fältblomfluga
Blank fältblomfluga (Eupeodes latifasciatus) är en tvåvingeart som först beskrevs av Macquart 1829.  Blank fältblomfluga ingår i släktet fältblomflugor, och familjen blomflugor. Arten är reproducerande i Sverige. Inga underarter finns listade i Catalogue of Life.

## Bildgalleri

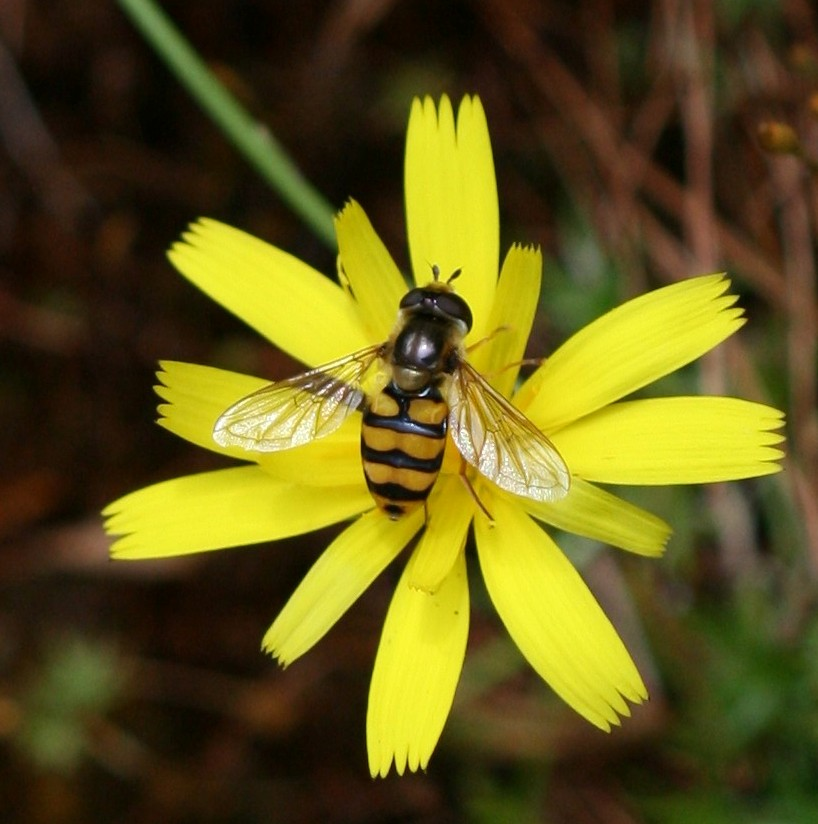
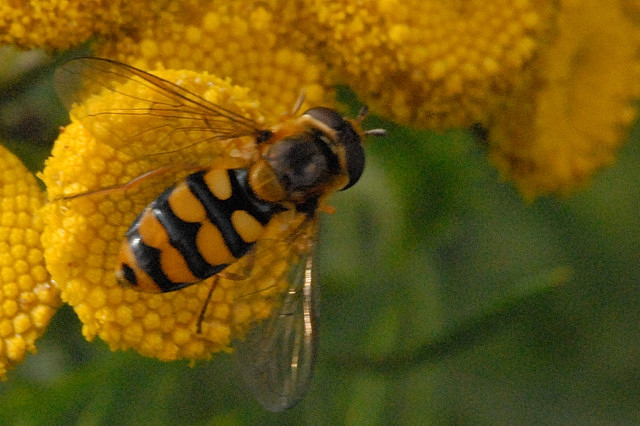